# Малый Бердяш
Ма́лый Бердя́ш — посёлок в Усть-Катавском городском округе Челябинской области России.

## География
Расположен недалеко от границы с Башкортостаном, на юго-западной окраине Усть-Катава.
Через село протекает одноимённая река.

## Население
| 2002 | 2010 |
| ---- | ---- |
| 256  | ↘238 |

По данным Всероссийской переписи, в 2010 году численность населения посёлка составляла 238 человек (102 мужчины и 136 женщин).

## Улицы
Уличная сеть посёлка состоит из 12 улиц.